# ポルトガルのオトラント遠征
1481年のポルトガルのオトラント遠征、ポルトガル語でのトルコ十字軍（葡: Cruzada Turca）は、イタリアのオトラントを占領したオスマン軍との戦いへの援軍派遣だったが、実際の戦いには間に合わなかった。 

## 経緯
1481年4月8日、 教皇シクストゥス4世は教皇勅書「Cogimur iubente altissimo」を出し、イタリア南部のオトラントに侵攻したオスマン帝国に対する十字軍を呼びかけた。 教皇の意図は、オトラントを奪還した後、十字軍がアドリア海を渡海して、ヴァローナ（アルバニアの港町ヴロラ）をも解放することにあった。   
ポルトガルはエヴォラ司教のガルシア・デ・メネセスの指揮する船隊をオトラントに派遣することにした。   
オトラントに出征していたパオロ・ディ・コンフレゴソ枢機卿に宛てた1481年8月27日付け書簡で、教皇は次のように記した。 
「聖パウロの日(6月29日)に、ポルトガルからは20隻のキャラベル船と輸送船が、エヴォラの司教、尊敬すべき兄弟ガルシアの指揮で出発しました」 
9月7日に彼はナポリ王フェルディナンド1世に次のような手紙を送った。 
「我々はポルトガルから艦隊を呼び寄せ、オトラントに送りました……我々はそれがオトラント攻撃の大きな助けとなることを願っています」
9月14日、オトラントのオスマン帝国軍が降伏(9月10日)した後、教皇はブラッチャーノで副秘書長に宛てた手紙を書いていた。副秘書長はポルトガル艦隊の移動の遅さを報告していた。教皇はガルシアに不信感を抱いていた。 
翌日9月15日に、教皇はガルシアに手紙を送り、彼の不断の努力と用心深さを称賛した上で、艦隊をヴロラに連れて行き、オスマン軍の基地を攻撃することで、「キリストへの信仰とあなたの名誉、それにあなたの王にふさわしい何か」を成し遂げるように促した。王とは、8月28日に亡くなったポルトガル王アフォンソ5世を指す。教皇はまた、モレアス専制公領の元君主アンドレアス・パレオロゴスが国の奪還を始められるようにギリシャに連れて行くこともガルシアに要請した。   
5月3日にオスマン帝国のスルタン、メフメト2世が親征中に陣没したため、後継争いが続き、ポルトガル艦隊がナポリに到着するまでに、オスマン帝国はすでに撤退していた。